# Ло Чічень
Ло Чічень (кит. трад.: 羅梓駿; нар. 2 березня 1997, Гонконг) — гонконзький футболіст, який грає на позиції захисника і вінгера в клубі «Кітчі» та збірній Гонконгу.

## Клубна кар'єра
Ло Чічень народився в Гонконгу в 1997 році. З 2008 року він розпочав займатися у футбольній школі місцевого клубу «Кітчі». З 2015 року молодий футболіст розпочав залучатися до матчів головної команди клубу. У 2017—2018 роках Ло грав у оренді в клубі «Дрімс», після чого повернувся до складу «Кітчі», де став одним із гравців основного складу клубу. У складі команди Ло Чічень чотири рази ставав чемпіоном Гонконгу та тричі володарем Кубка Гонконгу.

## Виступи за збірну
У 2014 році Ло Чічень зіграв 1 матч у складі юнацької збірної Гонконгу. У 2017—2019 роках футболіст грав у складі молодіжної збірної Гонконгу, провів у її складі 4 матчі. З 2019 року Ло грає у складі головної збірної Гонконгу, на початок 2024 року зіграв у її складі 26 матчів. У складі збірної Ло Чічень брав участь у фінальному турнірі Кубка Азії з футболу 2023 року, на якому гонконзька збірна не зуміла подолати груповий етап.

## Титули і досягнення
«Кітчі»
- Чемпіон Гонконгу: 2016–17, 2019–20, 2020–21, 2022–23
- Володар Кубка Гонконгу: 2016–2017, 2019, 2022–2023
- Володар Суперкубка Гонконгу: 2016, 2018